# 上海市示范性科普场馆
上海市示范性科普场馆是上海市科学技术委员会对上海市科普基地认定的一种资质或评级，是指面向学科和行业领域，主要或专门从事科学普及工作，对全市科普发展具有示范、带动和辐射作用的科普基地。在2024-2025年度的认定中，有57家科普基地符合资质。在2019年《上海市科普基地管理办法》（沪科规〔2019〕9号）生效前，叫作上海市专题性科普场馆。

## 分级标准

### 2019年标准
上海市示范性科普场馆应当同时符合以下条件：
1. 在基础设施上，同一建筑体内的室内科普展示面积不少于2000平方米，配备可容纳50-100人的科普教室或报告厅，拥有面积不少于200平米的临时展览厅；
2. 在运营上，每年开放时间累计不少于250天，休息日和法定节假日至少开放一半天数，对青少年实行免费开放或者优惠开放时间每年不少于20天（含法定节假日）；
3. 在管理上，内设科普工作机构（部门），配备不少于2名专职科普管理者和4名专职科普讲解员。

### 2014年标准
上海市专题性科普场馆须同时符合以下条件：
1. 在基础设施上，室内展示面积不少于2000平方米，配备专门的科普教室或报告厅；
2. 在运营上，每年向社会公众开放不少于250天，法定节假日至少开放一半天数；
3. 在管理上，至少配备2名专职科普管理者和4名专职科普讲解员。

### 2009年标准
场馆的展示面积至少要达到1000平方米，并且有合适的参观通道、照明、通风、消防设施。同时要有丰富的展品，与观众互动的项目达到总数的20%，而且展示内容每五年至少更新20%以上。在管理上，展馆要接受市和区县政府的科普工作行政管理部门的管理，并且展馆本身有专门的组织机构，配有专职科普工作人员。

## 获认定单位数量
| 年份 | 数量 |
| ---- | ---- |
| 2024 | 57   |
| 2023 | 55   |
| 2022 | 52   |
| 2021 | 55   |
| 2020 | 54   |
| 2019 | 55   |
| 2018 | 54   |
| 2017 | 54   |
| 2016 | 54   |
| 2015 | 50   |
| 2014 |      |
| 2013 | 49   |
| 2012 | 50   |